# Alsån (plaats)
Alsån is een dorp binnen de Zweedse gemeente Överkalix. Het dorp is gelegen aan het Alsjärv op de plaats waar de rivier Alsån het meer uitstroomt. Alsån ligt aan de Riksväg 98.
Bestuurscentrum: Överkalix (tätort)
Tätort: Vännäsberget · Svartbyn · Tallvik
Småort: Alsån · Boheden · Gyljen · Hedensbyn · Jockfall · Lansjärv · Norra Tallvik · Nybyn
Overig: Grelsbyn · Kälvudden · Lomträsk · Räktjärv · Rödupp